# خیابان چیتارانجان

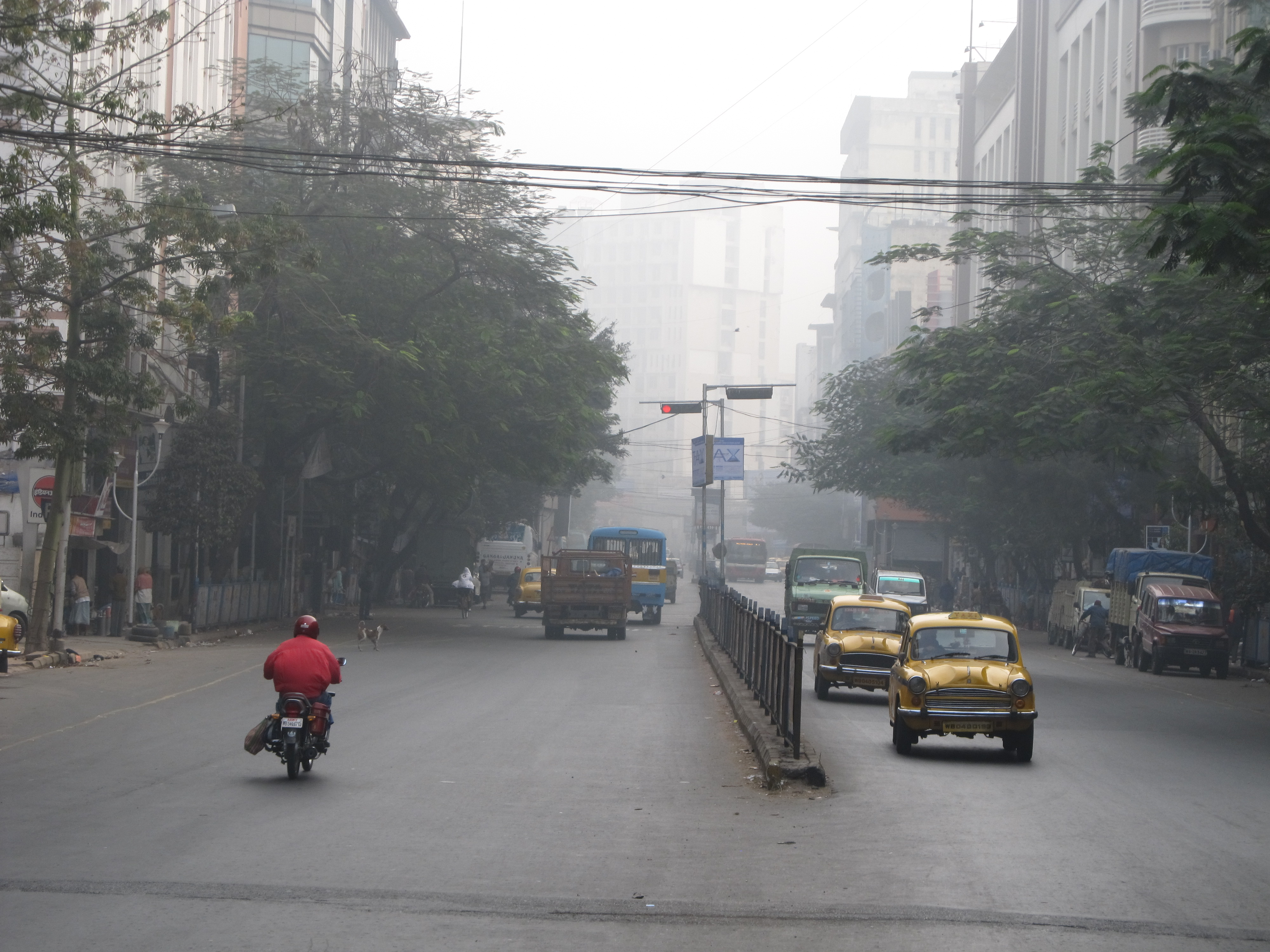
خیابان چیتارانجان.

خیابان چیتارانجان (انگلیسی: Chittaranjan Avenue) که اغلب خیابان سی.آر خوانده می‌شود، خیابانی اصلی و شمال به جنوب بین شمال و مرکز کلکته است که پیش از خیابان مرکزی قرار دارد. این خیابان از شمال به شوبابازار محدود است. 